# Aizoanthemopsis
Aizoanthemopsis je monotipski biljni rod iz porodice čupavica. Jedina vrsta A. hispanica raširena je uz mediteranske zemlje te na Arapskom poluotoku
- A. hispanica
- A. hispanica
- A. hispanica

## Sinonimi
- Aizoanthemum hispanicum (L.) H.E.K.Hartmann
- Aizoon hispanicum L.
- Aizoon sessiliflorum Moench